# Amherstia nobilis
Genre
Espèce
Classification phylogénétique
Amherstia nobilis, la Fierté de Birmanie, est une espèce de plantes à fleurs dicotylédones de la famille des Fabaceae, sous-famille des Caesalpinioideae. C'est un arbre originaire de Thaïlande et de Birmanie. C'est l'unique espèce acceptée du genre Amherstia (genre monotypique).
C'est un arbre appelé parfois « reine des arbres à fleurs » et aussi « arbre à orchidées » pour ses fleurs extraordinaires (bien que ce nom soit en principe réservé aux espèces du genre Bauhinia). 
Originaire du Myanmar (son nom anglais est Pride of Burma, « fierté de Birmanie »), Amherstia nobilis est cultivé surtout en Asie du Sud-Est mais il ne fructifie que rarement et sa multiplication par boutures n'est pas facile : rien d'étonnant donc à ce que, malgré sa splendeur, on ne le rencontre que rarement.
Très rare à l'état sauvage, il n'a été collecté dans son habitat naturel qu'un petit nombre de fois (Seulement deux fois selon le Guide Delachaux : Plantes tropicales). Son nom scientifique rappelle Lady Amherst (épouse de William Pitt Amherst, gouverneur général des Indes 1823-1828), comme le faisan de Lady Amherst (Chrysolophus amherstiae).

## Description
La Fierté de Birmanie est un arbre au feuillage persistant à couronne ronde atteignant 12 à 16 m de hauteur.
Les feuilles composées possèdent de 6 à 8 folioles oblongues. Leur face supérieure est vert foncé. Leur face inférieure est blanchâtre. Elles peuvent atteindre 1 m de longueur.
La floraison principale à lieu par exemple de novembre à avril au Sri Lanka mais l'arbre porte quelques fleurs pendant presque toute l'année.

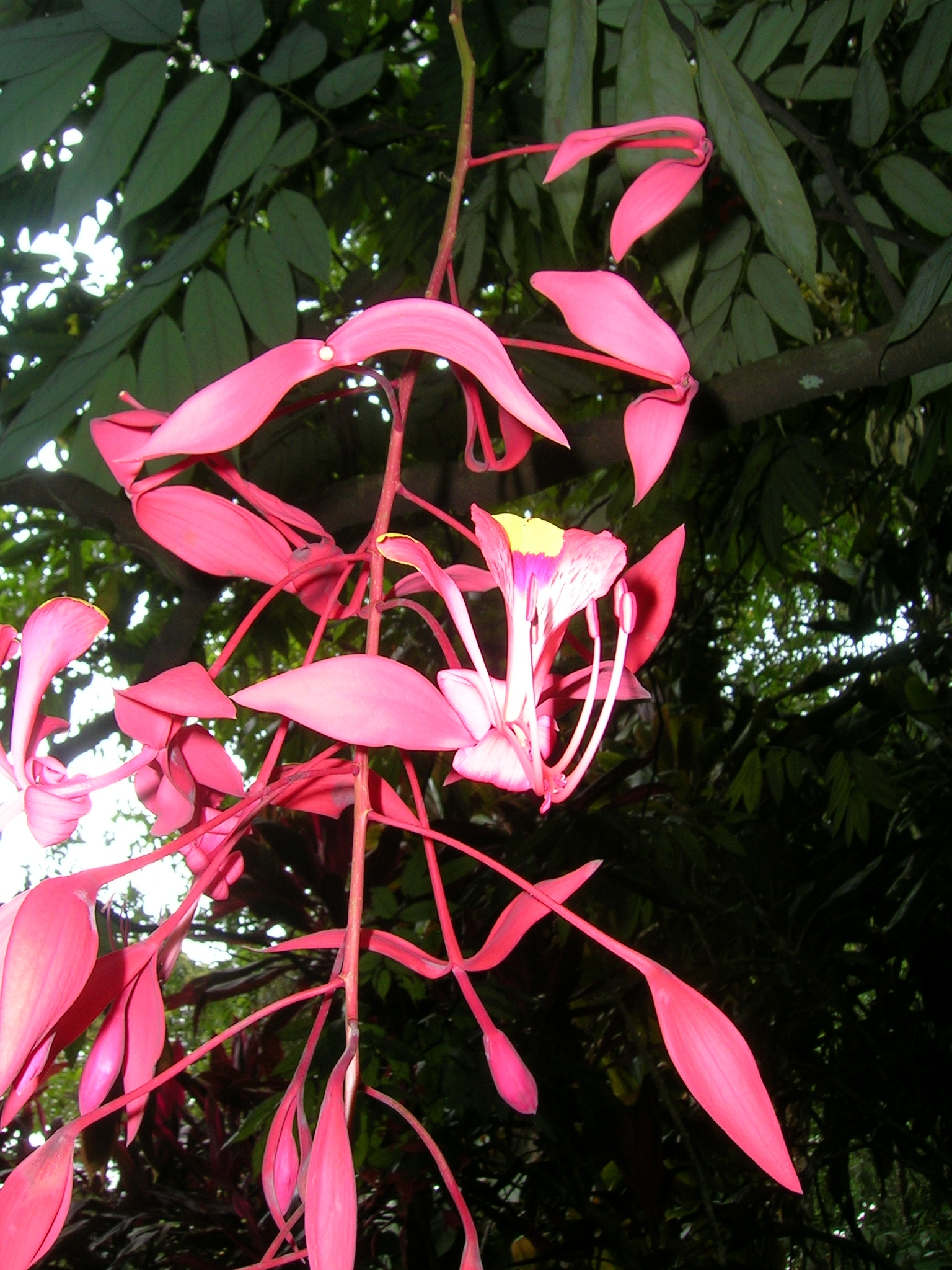
Fleurs.

Les fleurs poussent en grappes étroites et coniques sur une longue inflorescence d'un rouge cramoisi atteignant de 80 à 100 cm de longueur. 
La fleur individuelle mesure jusqu'à 20 cm de long sur 12 cm de large et elle possède 5 pétales : 2 sont très petits et les 3 autres de taille inégale.
Ces pétales sont également rouge cramoisis ; les deux pétales moyens ont le bout jaune ; le plus grand pétale est élargi en éventail. Sa marge supérieure ondulante est marquée d'un triangle jaune descendant vers l'intérieur de la fleur. Ce pétale peut atteindre 7.5 centimètres de long et plus de 4 centimètres à son extrémité. Il y a 9  ou 10 étamines, dont 9 sont partiellement fusionnées. Elles sont de 2 tailles différentes, les plus longues ayant de plus grandes anthères.
Les fruits sont des gousses de 11 à 20 centimètres de long, en forme de croissant. Elles s'ouvrent pour disperser les graines. Les gousses ne se forment que rarement.

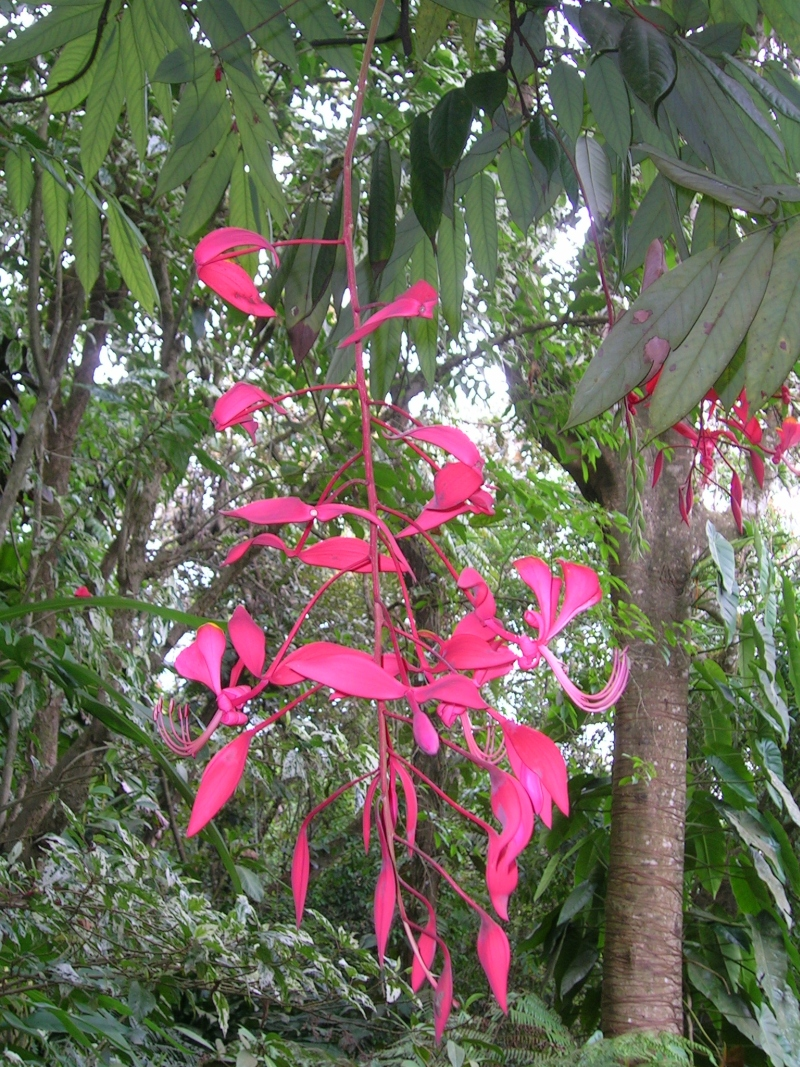
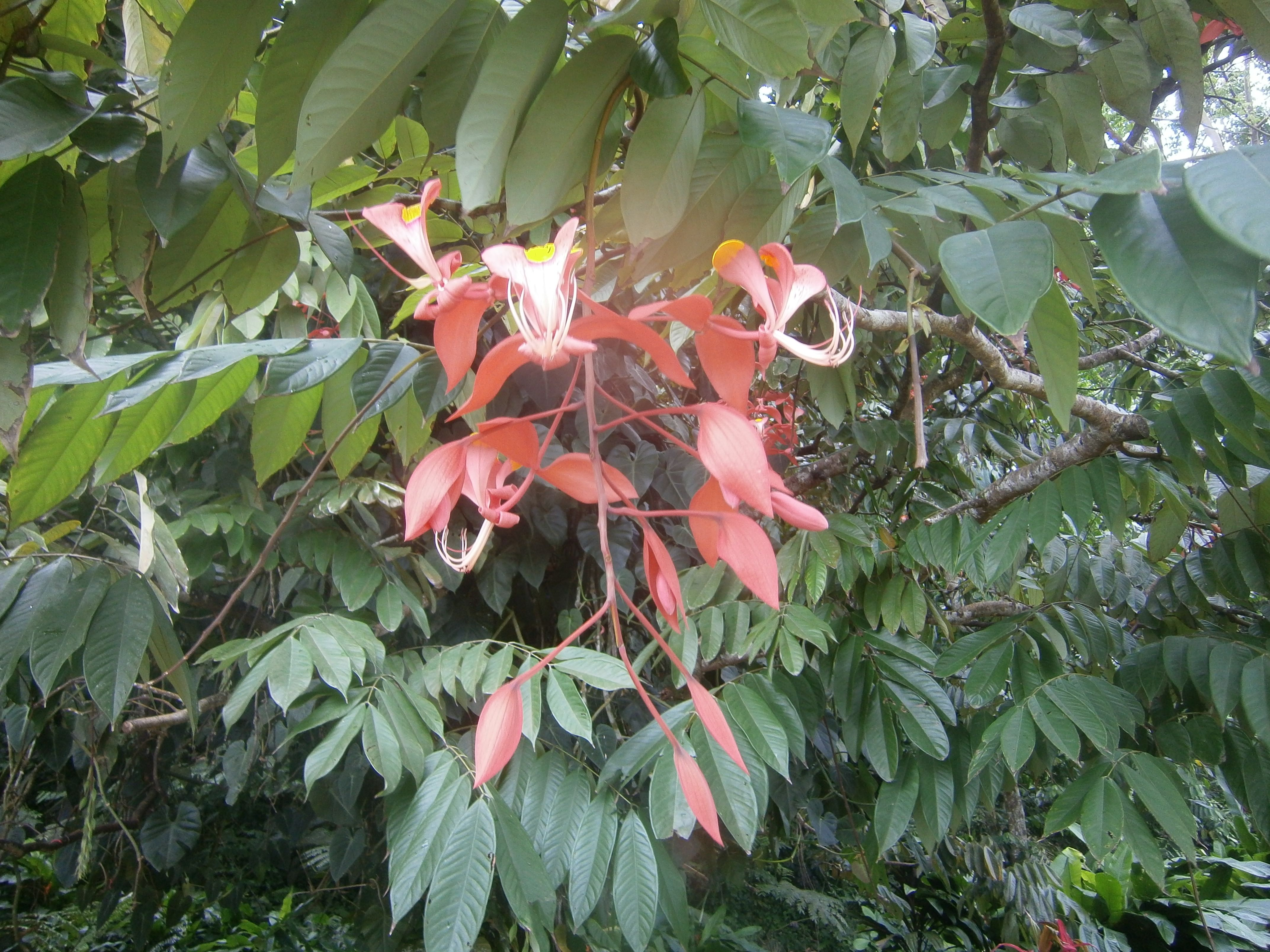
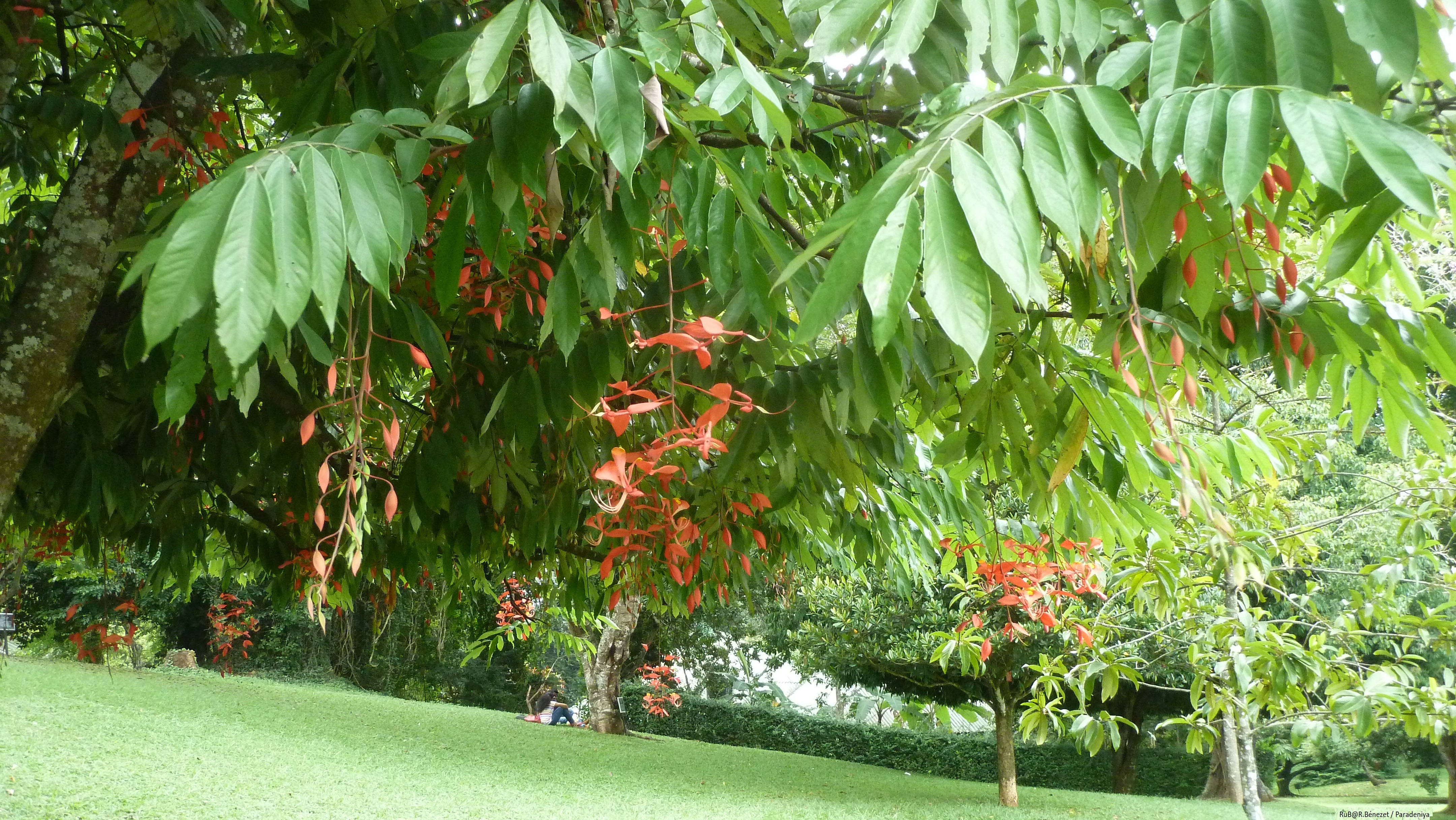
Amherstia nobilis.
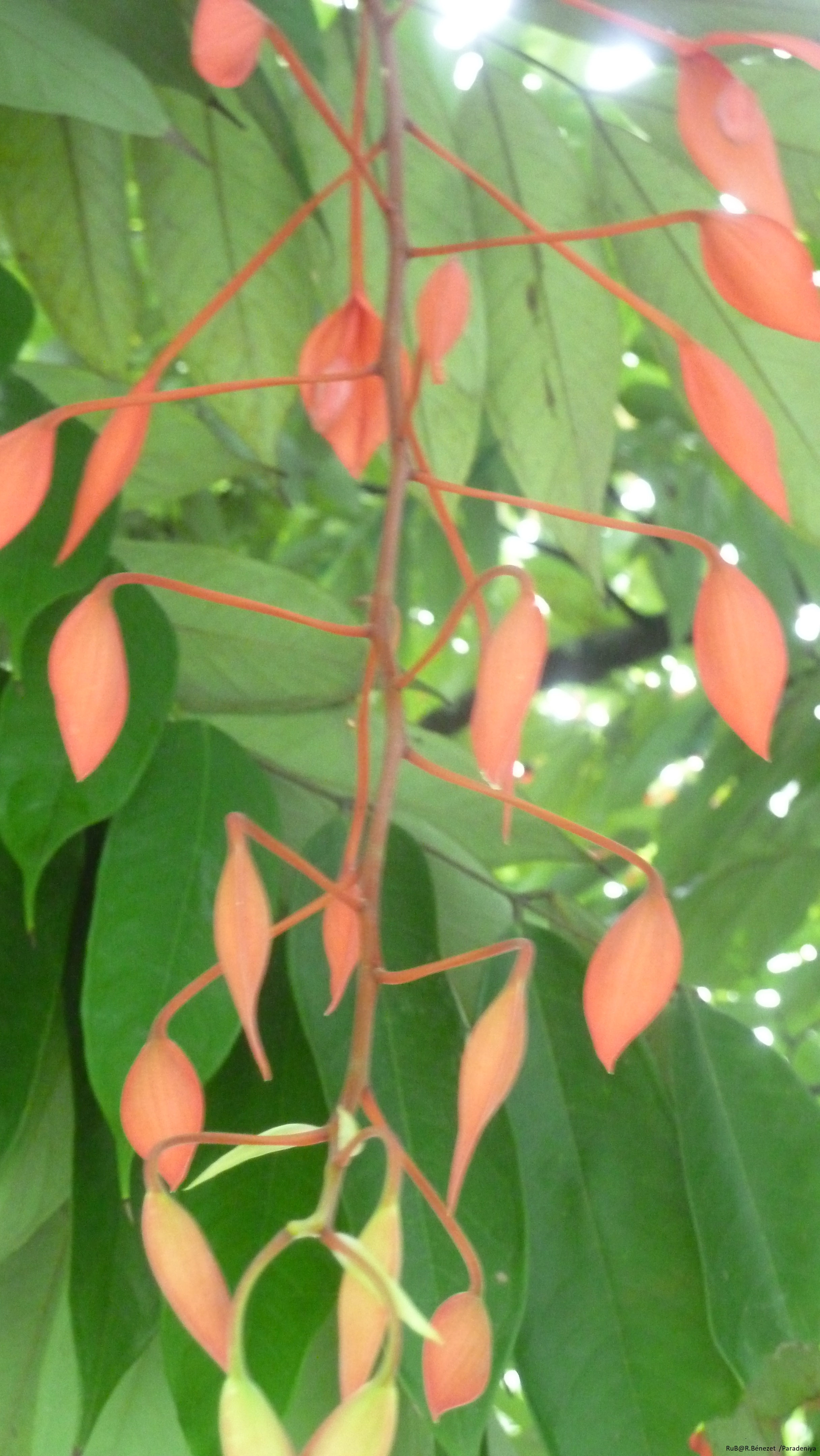
A. nobilis début de l'inflorescence.
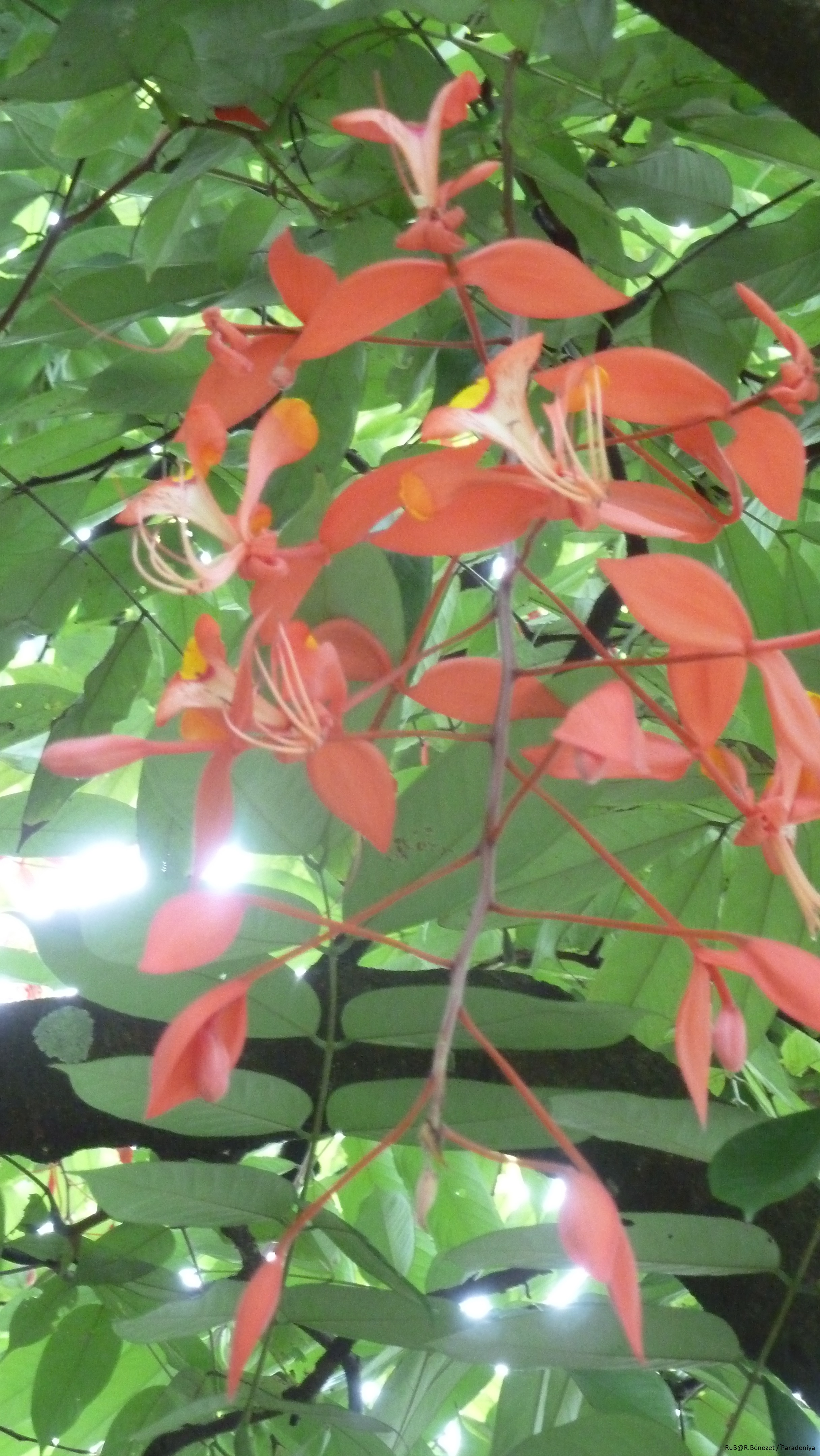
Amherstia nobilis floraison.
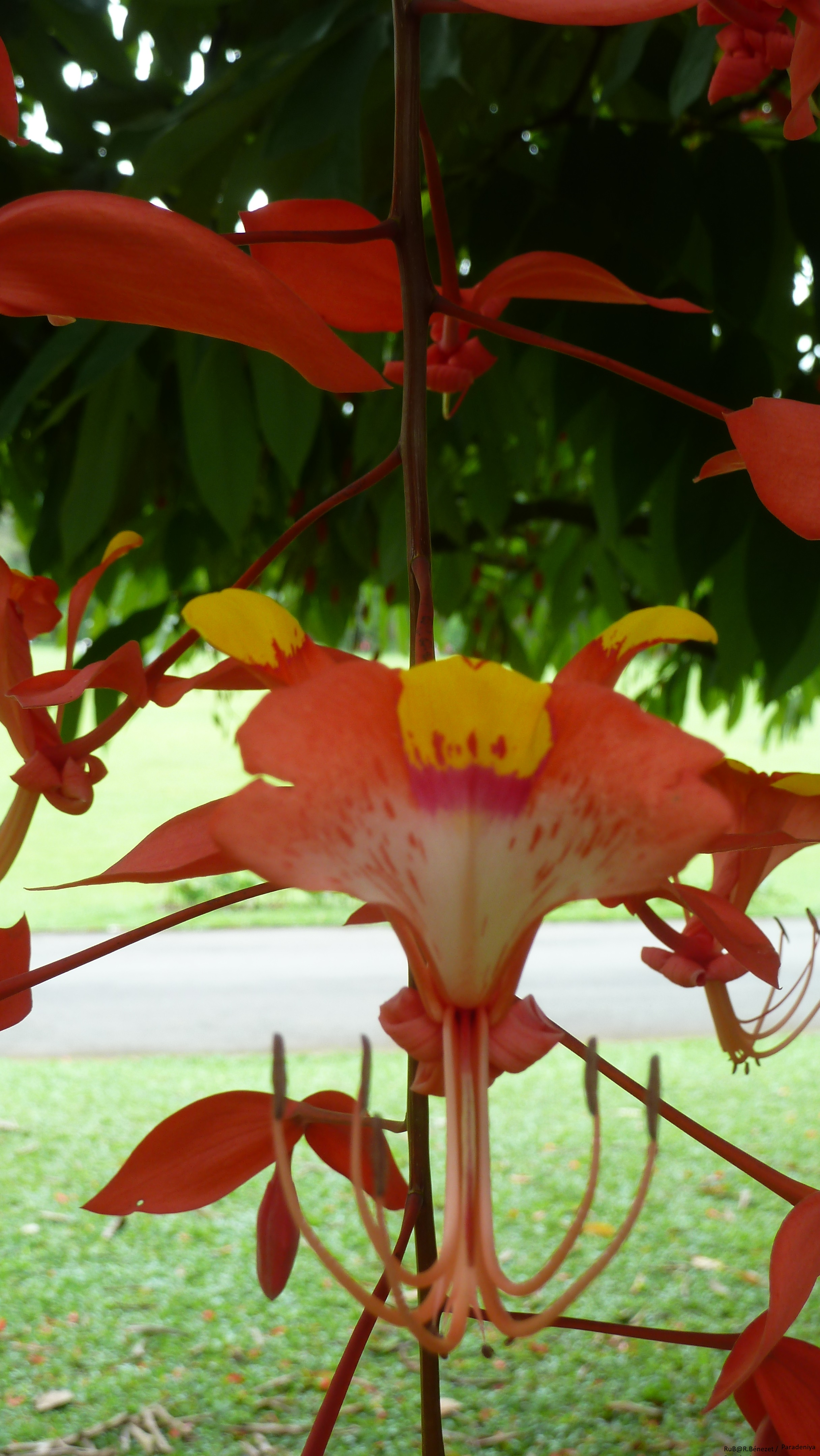
Amherstia nobilis détail de la fleur.